# Edward J. Dunphy
Edward John Dunphy (* 12. Mai 1856 in New York City; † 29. Juli 1926 ebenda) war ein US-amerikanischer Jurist und Politiker. Zwischen 1889 und 1895 vertrat er den Bundesstaat New York im US-Repräsentantenhaus.

## Werdegang
Edward John Dunphy wurde ungefähr fünf Jahre vor dem Ausbruch des Bürgerkrieges in New York City geboren und wuchs dort auf. Er besuchte öffentliche Schulen und das St. Francis Xavier College in New York City. 1876 graduierte er am Mount St. Mary’s College in Emmitsburg (Maryland). Dunphy studierte Jura, bekam 1878 seine Zulassung als Anwalt und begann dann in New York City zu praktizieren. Daneben war er in der rechtswissenschaftlichen Abteilung von New York Central & Hudson River Railroad Co. tätig. Politisch gehörte er der Demokratischen Partei an.
Bei den Kongresswahlen des Jahres 1888 für den 51. Kongress wurde er im siebten Wahlbezirk von New York in das US-Repräsentantenhaus in Washington, D.C. gewählt, wo er am 4. März 1889 die Nachfolge von Lloyd Bryce antrat. Er wurde einmal wiedergewählt. Im Jahr 1892 kandidierte er im achten Wahlbezirk von New York für den 53. Kongress. Nach einer erfolgreichen Wahl trat er am 4. März 1893 die Nachfolge von Timothy J. Campbell an. Da er auf eine erneute Kandidatur im Jahr 1894 verzichtete, schied er nach dem 3. März 1895 aus dem Kongress aus. Als Kongressabgeordneter hatte er den Vorsitz über das Committee on Expenditures im Justizministerium (53. Kongress).
Nach seiner Kongresszeit nahm er in New York City wieder seine Tätigkeit als Anwalt auf. Er verstarb dort am 29. Juli 1926 und wurde dann auf dem Calvary Cemetery beigesetzt.